# مزاحم صعب حسن التكريتي
مزاحم صعب حسن الخطاب التكريتي كان قائد قوات الدفاع الجوي في العراق تحت حكم صدام حسين من عام 1999 حتى عام 2003. أصدرت المحكمة الجنائية العراقية العليا أمرا ضده بشأن الجرائم التي ارتكبت خلال الانتفاضة الشعبانية عام 1991 في العراق. أطلق سراحه في أبريل 2012، ويعمل حاليا معلما للقرآن الكريم ويساعد الأطفال على حفظه.
عام 2017، أقر مجلس النواب العراقي قانونا ينص على مصادرة الأموال المنقولة وغير المنقولة لكل من صدام حسين وزوجاته وأولاده وأحفاده وأقربائه حتى الدرجة الثانية ووكلائهم ومصادرة أموال قائمة من 52 من أركان النظام السابق، كان من بينهم مزاحم صعب حسن.
كان ملكة الماس في مجموعة أوراق اللعب لأهم المطلوبين العراقيين وتم القبض عليه في 23 أبريل 2003.